# Wereldkampioenschappen zwemmen 2019 – 4×100 meter wisselslag gemengd
De 4×100 meter wisselslag gemengd op de wereldkampioenschappen zwemmen 2019 in Gwangju vond plaats op 24 juli 2019. Na afloop van de series kwalificeerden de acht snelste ploegen zich voor de finale.

## Records
Voorafgaand aan het toernooi waren dit het wereldrecord en het kampioenschapsrecord
| Wereldrecord         | Verenigde Staten Matt Grevers Lilly King Caeleb Dressel Simone Manuel | 3.38,56 | Boedapest | 26 juli 2017 |
| Kampioenschapsrecord | Verenigde Staten Matt Grevers Lilly King Caeleb Dressel Simone Manuel | 3.38,56 | Boedapest | 26 juli 2017 |

## Uitslagen

### Series
| Rang | Serie | Baan | Namen                | Land | Tijd    | Bijz. |
| ---- | ----- | ---- | -------------------- | --- | ------- | ----- |
| 1    | 5     | 3    | Verenigde Staten     | Matt Grevers (52.75) Andrew Wilson (58.35) Kelsi Dahlia (57.35) Mallory Comerford (52.78)                                 | 3:41.23 | Q     |
| 2    | 5     | 4    | Australië            | Minna Atherton (59.65) Matthew Wilson (58.84) Matthew Temple (51.41) Bronte Campbell (52.32)                              | 3:42.22 | Q     |
| 3    | 4     | 3    | Rusland              | Darja Vaskina (59.92) Kirill Prigoda (58.62) Andrej Minakov (50.93) Maria Kameneva (53.83)                                | 3:43.30 | Q     |
| 4    | 4     | 4    | Verenigd Koninkrijk  | Georgia Davies (1:00.51) James Wilby (58.16) James Guy (50.97) Freya Anderson (53.73)                                     | 3:43.37 | Q     |
| 5    | 4     | 2    | Canada               | Kylie Masse (58.96) Richard Funk (59.80) Margaret MacNeil (57.33) Yuri Kisil (47.94)                                      | 3:44.03 | Q     |
| 6    | 5     | 6    | Italië               | Margherita Panziera (1:00.19) Nicolò Martinenghi (59.50) Elena Di Liddo (56.83) Manuel Frigo (47.86)                      | 3:44.38 | Q     |
| 7    | 4     | 6    | Nederland            | Kira Toussaint (59.85) Arno Kamminga (59.51) Mathys Goosen (52.69) Femke Heemskerk (52.62)                                | 3:44.67 | Q     |
| 8    | 5     | 2    | Duitsland            | Laura Riedemann (59.95) Fabian Schwingenschlögl (59.62) Marius Kusch (51.86) Jessica Steiger (53.77)                      | 3:45.20 | Q     |
| 9    | 5     | 1    | Wit-Rusland          | Mikita Tsmyh (54.30) Ilja Sjymanovitsj (58.20) Anastasia Sjkoerdai (57.62) Aksana Dziamidava (55.76)                      | 3:45.88 |       |
| 10   | 4     | 8    | Israël               | Anastasia Gorbenko (1:00.79) Itay Goldfaden (1:01.13) Tomer Frankel (52.26) Andrea Murez (53.88)                          | 3:48.06 |       |
| 11   | 5     | 7    | Polen                | Alicja Tchórz (1:00.61) Jan Kałusowski (1:01.52) Konrad Czerniak (52.17) Katarzyna Wilk (53.91)                           | 3:48.21 |       |
| 12   | 4     | 0    | Hongarije            | Richárd Bohus (54.33) Anna Sztankovics (1:08.92) Szebasztián Szabó (50.98) Katinka Hosszú (54.21)                         | 3:48.44 |       |
| 13   | 4     | 7    | Zwitserland          | Roman Mityukov (54.07) Yannick Käser (1:00.30) Maria Ugolkova (58.85) Noémi Girardet (55.76)                              | 3:48.98 |       |
| 14   | 1     | 4    | Denemarken           | Mie Nielsen (1:01.13) Tobias Bjerg (59.56) Viktor Bromer (53.23) Signe Bro (55.18)                                        | 3:49.10 |       |
| 15   | 4     | 9    | Zuid-Afrika          | Christopher Reid (54.73) Tatjana Schoenmaker (1:06.96) Ryan Coetzee (53.59) Erin Gallagher (54.62)                        | 3:49.90 |       |
| 16   | 3     | 4    | Turkije              | Ekaterina Avramova (1:02.53) Berkay Öğretir (1:00.39) Umitcan Gures (52.47) Selen Özbilen (55.10)                         | 3:50.49 |       |
| 17   | 4     | 1    | Zuid-Korea           | Lee Ju-ho (54.61) Moon Jae-kwon (1:00.97) Park Ye-rin (59.73) Jeong So-eun (55.58)                                        | 3:50.89 |       |
| 18   | 5     | 0    | Litouwen             | Ugnė Mažutaitytė (1:02.73) Kotryna Teterevkova (1:08.73) Deividas Margevičius (52.22) Tadas Duškinas (49.70)              | 3:53.38 |       |
| 19   | 3     | 3    | Ierland              | Conor Ferguson (54.61) Niamh Coyne (1:08.41) Ellen Walshe (1:00.89) Robert Powell (49.78)                                 | 3:53.69 |       |
| 20   | 3     | 6    | Singapore            | Quah Zheng Wen (54.58) Christie May Chue (1:09.96) Jonathan Tan Eu Jin (54.49) Cherlyn Yeoh (54.87)                       | 3:53.90 |       |
| 21   | 5     | 9    | Estland              | Karl Johann Luht (55.86) Maria Romanjuk (1:09.50) Kregor Zirk (52.76) Aleksa Gold (56.05)                                 | 3:54.17 |       |
| 22   | 3     | 7    | Moldavië             | Tatiana Salcuțan (1:01.76) Tatiana Chișca (1:10.15) Alexei Sancov (52.74) Constantin Malachi (50.50)                      | 3:55.15 |       |
| 23   | 5     | 8    | Hongkong             | Wong Toto Kwan To (1:02.49) Michael Ng Yu Hin (1:03.84) Nicholas Lim (54.31) Tam Hoi Lam (56.43)                          | 3:57.07 |       |
| 24   | 3     | 5    | Chinees Taipei       | Chuang Mu-lun (56.18) Lin Pei-wun (1:11.96) Chu Chen-ping (53.61) Huang Mei-chien (57.38)                                 | 3:59.13 |       |
| 25   | 1     | 3    | Jordanië             | Leedia Alsafadi (1:10.10) Amro Al-Wir (1:02.74) Khader Baqlah (55.45) Talita Baqlah (1:00.25)                             | 4:08.54 |       |
| 26   | 3     | 0    | Kenia                | Issa Abdulla Hemed Mohamed (1:02.91) Maria Brunlehner (1:16.42) Emily Muteti (1:04.13) Danilo Rosafio (53.37)             | 4:16.83 |       |
| 27   | 3     | 8    | Angola               | Salvador Gordo (1:02.96) Daniel Francisco (1:09.76) Lia Lima (1:05.35) Catarina Sousa (59.31)                             | 4:17.38 |       |
| 28   | 2     | 6    | Madagaskar           | Idealy Tendrinavalona (1:07.85) Jonathan Raharvel (1:08.03) Heriniavo Rasolonjatovo (1:01.81) Tiana Rabarijaona (1:00.65) | 4:18.34 |       |
| 29   | 2     | 4    | Papoea-Nieuw-Guinea  | Samuel Seghers (1:02.38) Ryan Maskelyne (1:04.22) Georgia-Leigh Vele (1:09.50) Judith Meauri (1:02.89)                    | 4:18.99 |       |
| 30   | 2     | 0    | Armenië              | Ani Poghosyan (1:13.23) Varsenik Manucharyan (1:17.48) Artur Barseghyan (56.35) Vahan Mkhitaryan (52.74)                  | 4:19.80 |       |
| 31   | 2     | 2    | Ghana                | Jason Arthur (56.52) Kaya Forson (1:24.22) Abeiku Jackson (55.69) Zaira Forson (1:04.97)                                  | 4:21.40 |       |
| 32   | 2     | 8    | Micronesië           | Kaleo Kihleng (1:06.84) Tasi Limtiaco (1:04.70) Margie Winter (1:10.68) Taeyanna Adams (1:07.94)                          | 4:30.16 |       |
| 33   | 2     | 9    | Nigeria              | Ifeakachuku Nmor (1:12.25) Chinelo Iyadi (1:21.39) Abiola Ogunbanwo (58.26) Yellow Yeiyah (1:03.69)                       | 4:35.59 |       |
| 34   | 2     | 7    | Tonga                | Finau Ohuafi (1:04.93) Amini Fonua (1:08.23) Charissa Panuve (1:19.82) Noelani Day (1:06.93)                              | 4:39.91 |       |
| 35   | 1     | 5    | Noordelijke Marianen | Juhn Tenorio (1:04.40) Lennosuke Suzuki (1:22.52) Aika Watanabe (1:18.18) Jin Ju Thompson (1:11.10)                       | 4:56.20 |       |
| 36   | 2     | 3    | Malediven            | Aishath Sausan (1:18.66) Sajina Aishath (1:28.34) Mubal Azzam Ibrahim (1:10.44) Imaan Ali (59.35)                         | 4:56.79 |       |
| 37   | 3     | 2    | Mexico               | Miriam Guevara (1:05.50) Miguel Chavez María Jiménez Horus Briseño                                                        | DSQ     | DSQ   |
| 37   | 3     | 9    | Singapore            | Sophia Diagne (1:09.71) Abdoul Niane Steven Aimable Jeanne Boutbien                                                       | DSQ     | DSQ   |
| 37   | 4     | 5    | Japan                | Natsumi Sakai (1:00.08) Yasuhiro Koseki (59.50) Naoki Mizunuma (51.85) Rika Omoto                                         | DSQ     | DSQ   |
| 37   | 5     | 5    | China                | Li Guangyuan (53.78) Wang Lizhuo Wang Yichun Zhu Menghui                                                                  | DSQ     | DSQ   |
| 41   | 1     | 2    | Filipijnen           | | DNS     | DNS   |
| 41   | 1     | 6    | Panama               | | DNS     | DNS   |
| 41   | 2     | 1    | Maleisië             | | DNS     | DNS   |
| 41   | 2     | 5    | Oeganda              | | DNS     | DNS   |
| 41   | 3     | 1    | IJsland              | | DNS     | DNS   |

### Finale
| Rang   | Baan | Namen                                                                                                  | Land                | Tijd    | Bijz. |
| ------ | ---- | --- | ------------------- | ------- | ----- |
| Goud   | 5    | Mitch Larkin (53,47) Matthew Wilson (58,37) Emma McKeon (56,14) Cate Campbell (51,10)                  | Australië           | 3.39,08 |       |
| Zilver | 4    | Ryan Murphy (52,46) Lilly King (1.04.94) Caeleb Dressel (49,33) Simone Manuel (52,37)                  | Verenigde Staten    | 3.39,10 |       |
| Brons  | 6    | Georgia Davies (59,25) Adam Peaty (57,73) James Guy (50.72) Freya Anderson (52,98)                     | Verenigd Koninkrijk | 3.40,68 |       |
| 4      | 3    | Jevgeni Rylov (51.97) Kirill Prigoda (58,22) Svetlana Tsjimrova (57,79) Maria Kameneva (52,80)         | Rusland             | 3.40,78 |       |
| 5      | 2    | Kylie Masse (58,97) Richard Funk (59,51) Margaret MacNeil (56,74) Yuri Kisil (47,84)                   | Canada              | 3.43,06 |       |
| 6      | 7    | Simone Sabbioni (53,50) Fabio Scozzoli (59,70) Elena Di Liddo (57,31) Federica Pellegrini (52,76)      | Italië              | 3.43,27 |       |
| 7      | 8    | Laura Riedemann (1.00,01) Fabian Schwingenschlögl (59,12) Marius Kusch (51,37) Jessica Steiger (54,57) | Duitsland           | 3.45,07 |       |
| 8      | 1    | Kira Toussaint Arno Kamminga Mathys Goosen Femke Heemskerk                                             | Nederland           | 9.99,99 | DSQ   |